# Morgó-patak (Verőce)
A Morgó-patak (más néven Les-völgyi-patak vagy Gimpli-patak) a Duna bal oldali mellékvize Magyarországon.
Szintén többek között Morgó-patak néven is ismert a Török-patak, amellyel röviddel a torkolat előtt, Kismaroson egyesül.

## Földrajz

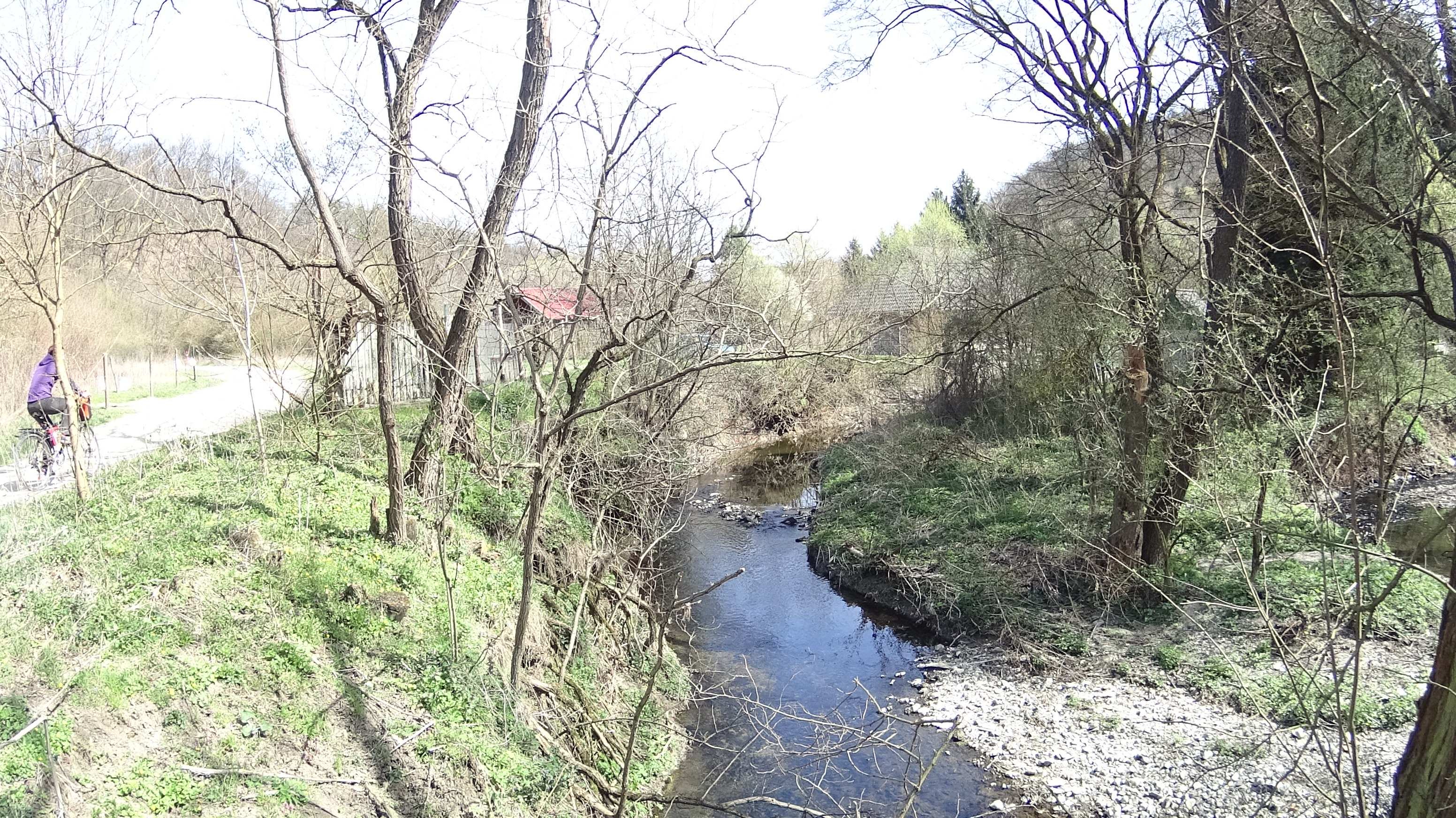
A Morgó-patak Verőcénél

A Morgó-patak a három vízfolyás, a Nagy-Vasfazék-patak, a Bagoly-bükki-patak és a Szén-patak találkozásából jön létre a Királyrétnél.
Diósjenőtől nyugatra, a Börzsöny keleti oldalában ered. Délkelet felé folyik Nógrádon és Berkenyén át, majd nyugatnak fordul. Átvágja magát a hegyek között, majd déli irányban haladva keresztezi Magyarkutat, Verőcétől északra nyugati irányba fordul, átfolyik a Csattogó-völgyön, majd a Kismaroson, a Királyréti Erdei Vasút végállomásának közelében egyesül a Török-patakkal. A Dunába torkollik annak 1689-1690-es folyamkilométerénél. A torkolat előtti néhány száz méteres szakasz Verőcéhez tartozik.
Völgyében húzódik a Királyréti Erdei Vasút vonala, illetve a Kismaros-Királyrét közti 12 103-as út.

### Mellékvizek
A Morgó-patak fontosabb mellékvizei a forrástól a torkolat felé haladva a következők:
- Fekete-víz (jobb)
- Magyar-réti-patak (jobb)
- Keskeny-bükki-patak (bal)
- Lósi-patak (bal)
- Nacsagromi-patak
- Csömöle-patak (A Török-patakot innentől hívják Morgó-pataknak.)
- Török-patak (jobb)[6]
- Lesvölgyi-patak

## Élővilága

### Faunája
Az  1950-es években nyúldomolykó (Leuciscus leuciscus), a küsz (Alburnus alburnus), a kövi csík (Barbatula barbatula), fürge cselle (Phoxinus phoxinus) és márna (Barbus barbus) fordult elő benne.
Egy 1972-ben végzett felmérés talált még itt sújtásos küszt (Alburnoides bipunctatus), a petényi-márnát (Barbus carpathicus), a paducot (Chondrostoma nasus), a fenékjáró küllőt (Gobio gobio), domolykót (Leuciscus cephalus) és német bucót (Zingel streber).
A nyolcvanas és kilencvenes években mindössze három halfaj került elő a patakból, ezek a kövi csík, a fürge cselle és a sebes pisztráng  (Salmo trutta m. fario) voltak.
2000 és 2004 közt több felmérés is kutatta e patak élővilágát. Az ő eredményeik alapján a patakban él: bodorka (Rutilus rutilus), domolykó  (Leuciscus cephalus), fürge cselle (Phoxinus phoxinus), sujtásos küsz (Alburnoides bipunctatus), paduc (Chondrostoma nasus), petényi-márna (Barbus carpathicus), fenékjáró küllő (Gobio gobio), kövi csík (Barbatula barbatula), sebes pisztráng (Salmo trutta m. fario), menyhal (Lota lota), sügér (Perca fluviatilis), keszler géb (Neogobius kessleri).

### Flórája
A patak partján fűzfafélék nőnek, medrében fonalas alga él.

## Közlekedés
Egy hosszú szakaszon a Morgó-patak völgyében halad a Vác–Balassagyarmat-vasútvonal.

## Part menti települések
- Diósjenő
- Nógrád
- Berkenye
- Szokolya
- Kismaros